# Juegos Showa Tenran-jiai

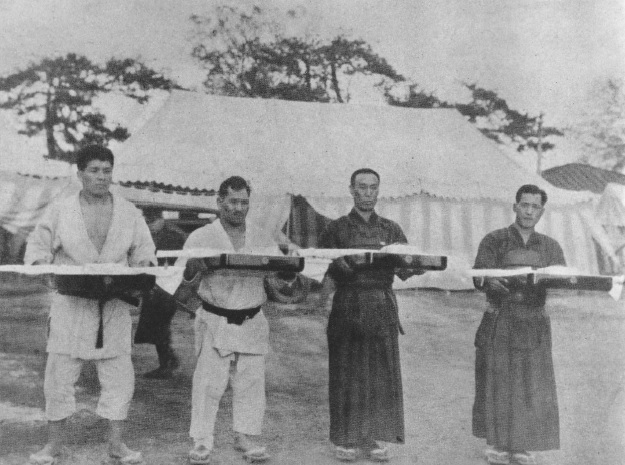
Ganadores de Shōwa Tenran Jiai en 1929. De izquierda a derecha: Hisao Kihara (Judo), Tamio Kurihara (Judo), Moriji Mochida (Kendo), Yokoyama (Kendo).

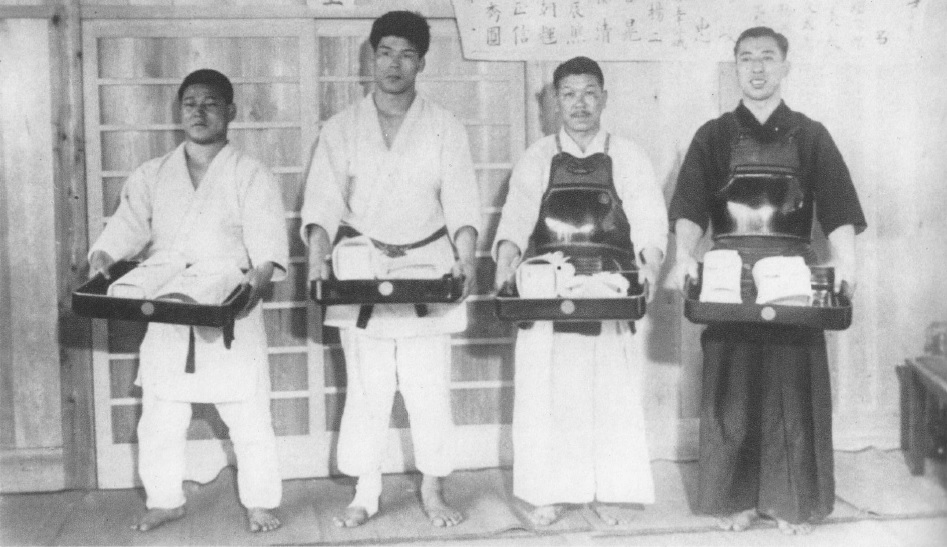
Ganadores de Shōwa Tenran Jiai en 1934. De izquierda a derecha: Akira Ōtani (Judo), Ryōkichi Hirata (Judo), Chūjirō Yamamoto (Kendo), Hisashi Noma (Kendo).

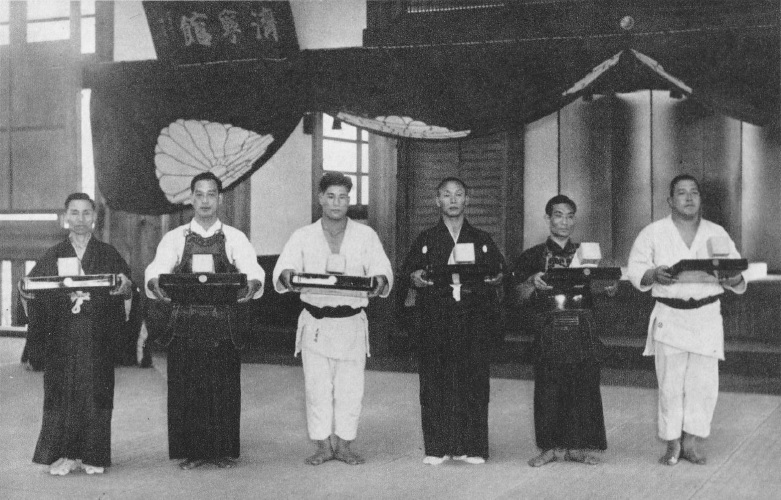
Ganadores de Shōwa Tenran Jiai en 1940. De izquierda a derecha: HARO Isuke (Kyūdō), Sin información (Kendo), Masahiko Kimura (Judo), MAKITA (Kyūdō), Sin información (Kendo), Isamu Fujiwara (Judo).

Juegos Showa Tenran-jiai  (昭和天覧試合) se refiere a los "Juegos Exhibición de las Artes Marciales" que se llevaron a cabo a principios de la era Showa en Japón. Se refiere a los siguientes eventos:
- Primera Edición: "御大礼記念天覧武道大会" (1929) en conmemoración del Gran Rito Imperial.[2]
- Segunda Edición: "皇太子殿下御誕生奉祝天覧武道大会" (1934) en celebración del nacimiento del Príncipe Heredero.[2]
- Tercera Edición: "紀元二千六百年奉祝天覧武道大会" (1940) en conmemoración del 2600º aniversario del Imperio Japonés.[2]

Aunque en la era Meiji y Taisho se realizaron exhibiciones de artes marciales en el Palacio Imperial y las residencias de la Familia Imperial, estas competiciones estaban limitadas a la participación de la nobleza y funcionarios de alto rango. El "昭和天覧試合" fue un evento a nivel nacional que se llevó a cabo en la era Showa, abarcando a la población en general, y se convirtió en el evento más grande en la historia de las artes marciales antes de la guerra.
En este evento, además de kendo y judo, en la tercera edición (紀元二千六百年奉祝天覧武道大会) también se incluyó kyudo (tiro con arco). Las competiciones de cada arte marcial se dividieron en las categorías de "Seleccionados de las Prefecturas" y "Seleccionados Especiales". Los primeros fueron representantes seleccionados a través de clasificatorias en las que se excluía a los expertos de cada prefectura y territorio exterior. Los últimos eran expertos destacados en habilidad y personalidad, seleccionados directamente por el Ministerio de la Casa Imperial basándose en la evaluación del Comité de Selección de los Seleccionados Especiales. Participar en el Tenran Shiai era considerado el mayor honor para los practicantes de artes marciales de esa época, y los seleccionados se sentían emocionados y motivados.
El formato de las competiciones se estableció de manera imparcial y precisa. En primer lugar, se dividieron en varios grupos a través de un sorteo, y cada grupo realizaba una competencia de todos contra todos (liga) para determinar al primer clasificado de cada grupo. Luego, los clasificados competían en un formato de eliminación directa (torneo) para disputar el campeonato. Este sistema de competición fue revolucionario en el mundo de las artes marciales de la época y sentó las bases para el establecimiento del aspecto competitivo de las artes marciales como eventos de campeonato.
El evento fue organizado por el Departamento de la Policía Imperial del Ministerio de la Casa Imperial. Además del Emperador Showa, asistieron miembros de la Familia Imperial, ministros, generales del ejército y la marina, el director general de la Policía, gobernadores de prefecturas, miembros de la Cámara de los Pares y de la Cámara de Representantes, entre otras personalidades. Varias cientos de personas fueron invitadas a presenciar el evento. Los resultados del torneo recibieron una amplia cobertura en los medios de comunicación y atrajeron la atención del público. A todos los seleccionados se les otorgó una medalla conmemorativa, y al ganador se le presentó un wakizashi (espada corta) y un cuenco de plata por parte del Ministro de la Casa Imperial.

## Gran Torneo de Artes Marciales en Conmemoración del Gran Rito Imperia
El evento se llevó a cabo los días 4 y 5 de mayo del año 4 de la era Showa (1929), en conmemoración de la ceremonia de entronización del Emperador Showa (御大礼), en el antiguo recinto de Sakurada-no-Maru en el Palacio Imperial y en el Saininkan.

### Kendo
- Demostración de kata.
- Kendo kata del Imperio de Japón.
- Daishinai: Sashi Sannosuke (範士　高野佐三郎).
- Shitachi: Sashi Sannosuke (範士　中山博道).

Competencia de la categoría "Seleccionados de las Prefecturas": Participaron 51 representantes de cada prefectura y territorios exteriores. Se dividieron en 8 grupos y realizaron una competencia de todos contra todos (liga). Los ganadores de cada grupo compitieron en un formato de eliminación directa (torneo) para luchar por el campeonato. A partir de los cuartos de final, se llevaron a cabo las competencias frente al Emperador.

#### Cuartos de final
- Honda Kanjiro (Chiba) - Kawaie Takaharu (Ibaraki)
- Hatao Takeo (Región de Kanto) - Sugawara Shigeo (Aichi)
- Kitami Yozo (Karafuto) - Minami Kiyoshi (Hyogo)
- Yokoyama Eiju (Fukushima) - Morita Kao (Ehime)

#### Semifinales
- Hatao Takeo (Región de Kanto) - Honda Kanjiro (Chiba)
- Yokoyama Eiju (Fukushima) - Kitami Yozo (Karafuto)

#### Final
(Árbitros: Nakayama Hakudo [visible], Kawasaki Zensaburo [oculto], Yano Katsujiro [reserva]):
- Yokoyama Eiju (Fukushima) - Hatao Takeo (Región de Kanto)

| Posición     | Prefectura              | Competidor             | Edad | Título                            | Profesión                                                  |
| ------------ | ----------------------- | ---------------------- | ---- | --------------------------------- | ---------------------------------------------------------- |
| Primer lugar | Prefectura de Fukushima | Eiju Yokoyama 横山永十 | 23   | Tres secciones                    | Estudiante de la escuela secundaria comercial de Fukushima |
| Subcampeón   | Provincia de Kanto      | Takeo Hatabu 畑生武雄  | 31   | Certificado de Refinación 5.º Dan | Minami Manchuria Electric Empleado                         |

### Seleccionados Designados

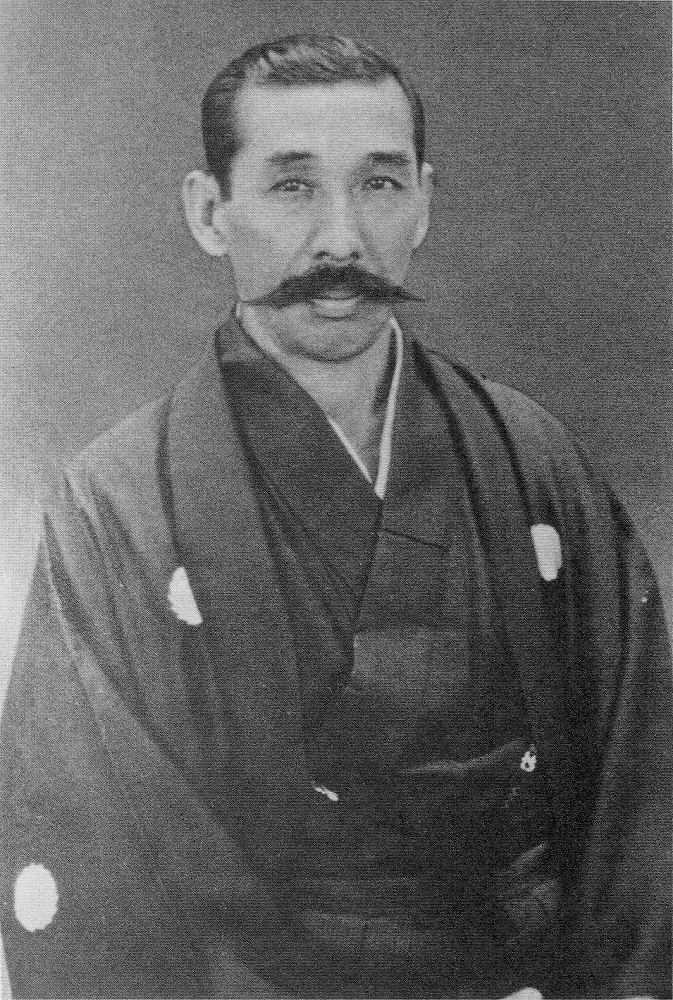
Nakayama Hakudō

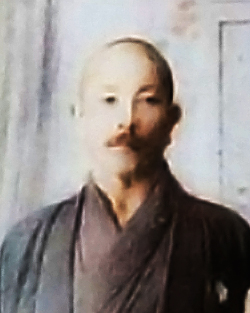
Monna Tadashi

Participaron 32 seleccionados designados por el Ministerio de la Casa Imperial, basados en la selección realizada por el Comité de Evaluación de los Seleccionados Designados (incluyendo a los expertos Kawasaki Zensaburō, Takano Sasaburō, Takahashi Jūtarō, Naitō Takaharu, Nakayama Hakudō y Monna Tadashi). Los participantes fueron divididos en 8 bloques y compitieron en una fase de todos contra todos (liga), donde los ganadores de cada bloque compitieron en un formato de eliminación directa (torneo) para determinar al campeón.

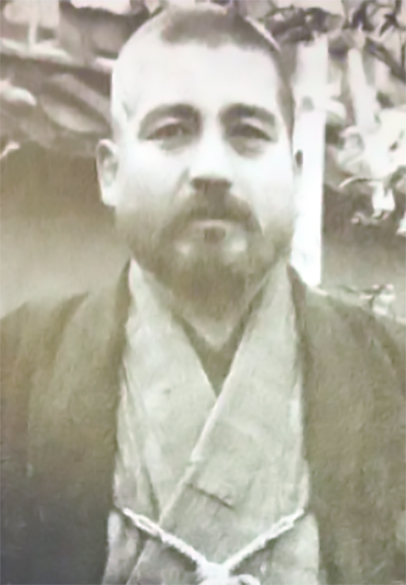
Naitō Takaharu

#### Cuartos de final
- Ōasa Yūji vs. Ogawa Kanenosuke
- Takano Shigeyoshi vs. Hotta

- Moriji MochidaSukejirō Mochida Seiji vs. Koga

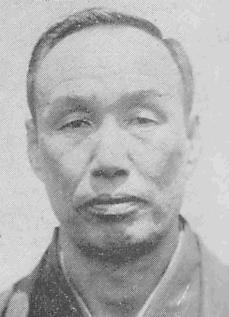
Moriji Mochida

- Tsunekichi Ueda Heitarō vs. Hori Shōhei

#### Semifinales
- Shigeyoshi Takano vs. Ōasa Yūji Mochida
- Seiji vs. Ueda Heitarō

#### Final
- Mochida Seiji vs. Shigeyoshi Takano

Árbitros: Takano Sasaburō (principal), Takahashi Jūtarō (asistente), Monna Tadashi (suplente)  
| Posición     | Competidor                | Edad | Título | Profesión                                                         |
| ------------ | ------------------------- | ---- | ------ | ----------------------------------------------------------------- |
| Primer lugar | Seiji Mochida 持田盛二    | 45   | Hanshi | Instructor de la Oficina de Policía del Gobierno General de Corea |
| Subcampeón   | Shigeyoshi Takano高野茂義 | 53   | Hanshi | Maestro ferroviario del sur de Manchuria                          |

### División Prefectural Selector
Participaron 49 personas. Divididos en 12 bloques de 4 a 5 personas y jugaron un partido de todos contra todos (partido de liga), y los 3 ganadores de cada bloque fueron divididos en 4 bloques y jugaron un partido de todos contra todos (partido de liga) nuevamente, con 4 ganadores de cada compitió por la victoria en bloque partido del torneo).

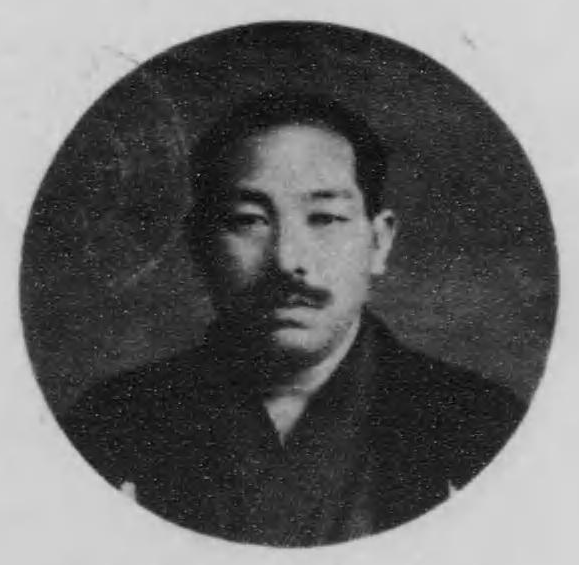
Shigeyoshi Takano

#### Semifinales
- Hisao Kihara (Fukuoka) Okoshi -  Wataru Yamakawa (Osaka)
- Asaki Shimazaki (Shiga) gana - Yoichi Yoshida (Hyogo)

#### Final
- Hisao Kihara (Fukuoka )　Saltando a la cintura　-　Asaki Shimazaki (Shiga)

| Posición     | Prefectura            | Competidor               | Edad | Título    | Profesión                                   |
| ------------ | --------------------- | ------------------------ | ---- | --------- | ------------------------------------------- |
| Primer lugar | Prefectura de Fukuoka | Hisao Kihara 横山永十    | 23   | Seirensho | Empleado de acero de Yawata                 |
| Subcampeón   | Prefectura de Shiga   | Asaki shimazaki 畑生武雄 | 24   | Seirensho | Estudiante universitario de artes marciales |

### División Selectora Designada
Participaron 32 personas. Se dividían en 8 bloques y se jugaba un round robin (partido de liga), y el ganador de cada bloque competía por la victoria en una fórmula ganadora (partido de torneo).

#### Cuartos de final
- Colapsó por los cuatro costados: Kinnosuke Sato - Genji Ogata
- Ko-uchi-gari: Eiji Abe - Mikio Okano
- Uchi mata: Ushijima Tatsukuma - Shunichi Kashiwabara
- Yoko shiho gatame: Kurihara Tamio

#### Semifinales
- Tatsukuma　Ushijima gana -　Kinnosuke Sato
- Tamio Kurihara　gana -　Eiji Abe

#### Final
- Tamio Kurihara　gana -　Tatsukuma Ushijima

| Posición     | Competidor                  | Edad | Título | Profesión                                             |
| ------------ | --------------------------- | ---- | ------ | ----------------------------------------------------- |
| Primer lugar | Tamio Kurihara 栗原民雄     | 34   | Hanshi | Profesor de la Facultad de Artes Marciales            |
| Subcampeón   | Tatsukuma Ushijima 牛島辰熊 | 26   | Hanshi | Profesor de judo de la Universidad Médica de Kumamoto |

## Torneo de Artes Marciales Tenran para Celebrar el Natalicio de Su Alteza Imperial el Príncipe Heredero

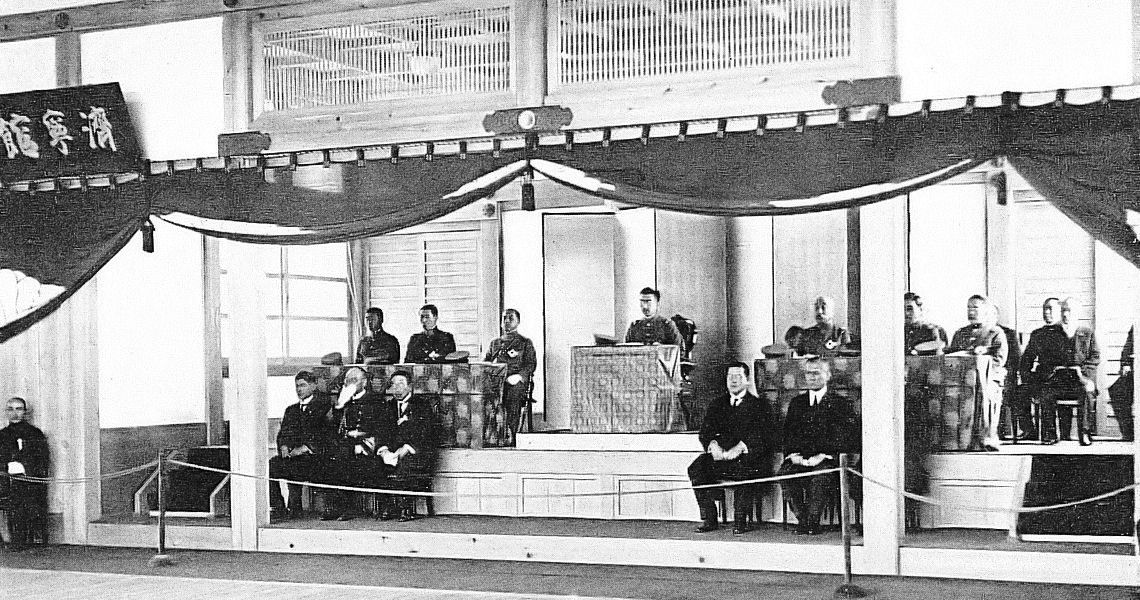
El emperador Showa mirando desde su trono en Jineikan

El 4 y 5 de mayo de 1934, se llevó a cabo en Jineikan en el Palacio Imperial para celebrar el nacimiento del Príncipe Imperial Akihito.

#### Demostración de Kata
- Kata de kendo japonés imperial

Sasaburo Takano, Maestro de Uchidachi.
Nakayama Hakudō, Shidachi.　

#### División Prefectural Selector
Participaron 51 representantes de cada prefectura y países extranjeros. Dividido en 12 bloques, se llevó a cabo un round robin (partido de liga) para determinar el ganador de cada bloque, y luego dividido en 4 bloques para determinar el ganador a través de un round robin, con 4 jugadores compitiendo por el campeonato en un partido de torneo.
- Árbitros de semifinales : Shigeyoshi Takano (frente ), Sosuke Nakano (atrás), Moriji Mochida (atrás)
  - Kaoru Fujimoto (Kagawa) Meko-　Jiro Ogasawara (Aomori)
  - Hisashi Noma (Tokio) Med-Kiichi　Seshita (Kanagawa)

- Árbitros finales : Hiromichi Nakayama (frente), Kinnosuke Ogawa (atrás), Goro Saimura (atrás)
  - Hisashi Noma (Tokio) Medo - Kaoru　Fujimoto (Kagawa)

| Posición     | Prefectura           | Competidor          | Edad | Título                     | Profesión                   | Comentarios                                                   |
| ------------ | -------------------- | ------------------- | ---- | -------------------------- | --------------------------- | ------------------------------------------------------------- |
| Primer lugar | Prefectura de Tokio  | Hisashi Noma 野間恒 | 26   | El equivalente de seis dan | Industria editorial         | Derrota a su primo Torao Mori en la Final Preliminar de Tokio |
| Subcampeón   | Prefectura de Kagawa | Kaoru Fujimoto 三段 | 21   | Tres secciones             | Empleado de correspondencia | invertir dos espadas                                          |

#### División Selectora Designada

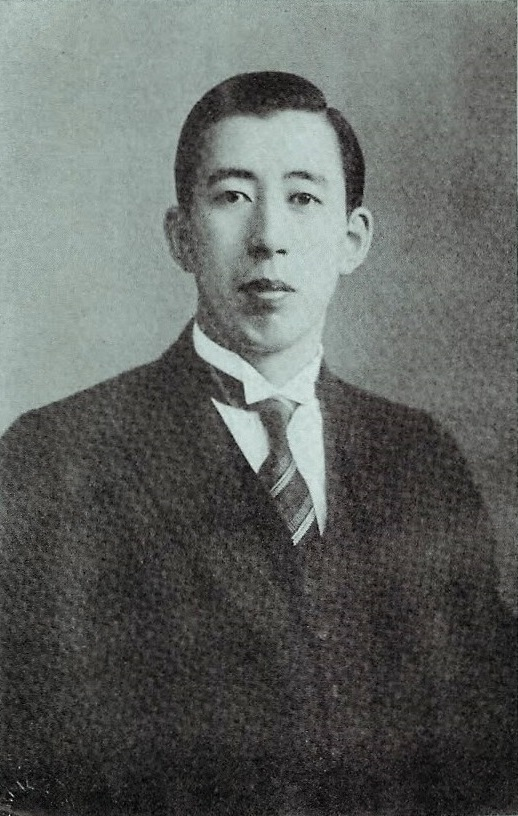
Hisashi Noma

Con base en la selección de los miembros designados del comité de selección (Sasaburo Takano, Seiji Mochida, Nakayama Hakudō, Goro Saimura, Kinnosuke Ogawa y Heitaro Ueda), participaron 16 atletas seleccionados que fueron designados por el Ministerio de la Casa Imperial. Debido a que hubo críticas considerables por hacer que Hanshi jugara el partido ganador en el partido anterior de Tenran, el atleta designado fue Kyoshi en este torneo. Dividido en 4 bloques, se llevó a cabo un round robin  (partido de liga), y el ganador de cada bloque compitió por la victoria en una fórmula ganadora (partido de torneo).
Árbitros de semifinales: Shigeyoshi Takano (frente), Sosuke Nakano (atrás), Moriji Mochida (atrás)
- Chujiro Yamamoto　Med - Ko　Eguchi Ukichi
- Tomehiko　Shirato - Do　Miyazaki Mosaburo

Árbitros finales: Nakayama Hakudō (frente), Kinnosuke Ogawa (atrás), Goro Saimura (atrás)
- Tadajiro Yamamoto - Tomehiko　Shiratsuchi

| Posición     | competidor       | Edad | Título | Profesión |
| ------------ | ---------------- | ---- | ------ | --- |
| Primer lugar | Chujiro Yamamoto | 46   | Kyoshi | Policía del Palacio Imperial, Departamento de Policía Metropolitana, Maestro del Ministerio de Ferrocarriles |
| Subcampeón   | tomehiko shirato | 47   | Kyoshi | Policía del Palacio Real, Profesor de la Academia de Suboficiales del Ejército                               |

#### Partida Especial
El partido especial se consideró un partido modelo y no hubo ganador ni perdedor.
Bayoneta
Participaron dos militares seleccionados del Ejército. El teniente coronel Goro Miki sirvió como verificación.
- Iwao Sugino (Instructor de Bayoneta, Mayor de Infantería del Ejército) -　Einosuke Ikeda (Instructor de Bayoneta, Mayor de Infantería del Ejército)

Kendo
8 hanshi participaron. Sasaburo Takano actuó como verificación.
- Heitaro Ueda　-　Harukita Oshima
- Kinnosuke Ogawa　-　Seiji Mochida
- Sosuke Nakano　-　Goro Saimura
- Hiromichi Nakayama　-　Shigeyoshi Takano

#### Práctica colgante [ editar código ]
Demostración de instrucción correcta de kakari-geiko para jóvenes. Se seleccionó a un joven entre estudiantes universitarios, estudiantes universitarios, estudiantes de secundaria y estudiantes de escuela primaria por recomendación del gobernador de la prefectura de Tokio.
| Competidor       | Edad | título            | Profesión |
| ---------------- | ---- | ----------------- | --- |
| Harukita Ohshima | 46   | Hanshi            | Profesor en el Colegio Kokushikan, Departamento de Policía Metropolitana de Tokio, Policía Imperial, Universidad Imperial de Tokio, Academia Militar, Escuela Toyama del Ejército, Base Naval Yokosuka de la Armada, Universidad Hosei, etc. |
| Changfu Ernan    | 26   | 3 dan             | Estudiante de segundo año, Facultad de Derecho, Universidad Imperial de Tokio |
| Chio Kobayashi   | 21   | 3 dan             | Kokushikan College Kendo club cuarto grado |
| Goro Hirano      | 21   | 2 dan             | Curso Regular de la Escuela Normal de Toshima 5.º grado |
| Masayoshi Oshima | 12   | División 1 Júnior | Estudiante de sexto grado de la Escuela Primaria Arakawa |

### Demostración de Kata
- Kata de lanzamiento de Kodokan

Capture Hanshi, Kōdōkan 9º Dan Yoshinori Yamashita
Kyoshi, Kōdōkan 7º Dan Murakami

#### División Prefectural Selector
Participaron 51 representantes de cada prefectura y países extranjeros. Dividido en 12 bloques, se llevó a cabo un round robin (partido de liga) para determinar el ganador de cada bloque, y luego dividido en 4 bloques para determinar el ganador a través de un round robin, con 4 jugadores compitiendo por el campeonato en un partido de torneo.
- Jueces Semifinales: Shuichi Nagaoka (principal), Kyuzo Mifune, Shotaro Tabata
  - Ryokichi Hirata (Kioto) y Tomio Ota (Fukui)
  - Yokichi Murata (Tokio) gana -　Minoru Sugiyama (Ibaraki)

- Jueces finales Hajime Isogai (principal), Kunisaburo Iizuka (respaldo), Kaichiro Samura (respaldo)
  - Ryokichi Hirata (Kioto) gana - Yokichi Murata (Tokio)

| Posición     | Prefectura          | Competidor               | Edad | Título | Profesión                                                                                  |
| ------------ | ------------------- | ------------------------ | ---- | ------ | ------------------------------------------------------------------------------------------ |
| Primer lugar | Kioto               | Ryokichi Hirata 平田良吉 | 25   | Keigo  | Estudiante universitario de artes marciales                                                |
| Subcampeón   | Prefectura de Tokio | Yokichi Murata 村田与吉  | 32   | Keigo  | Profesor Asistente, Estación de Policía de Motofuji, Departamento de Policía Metropolitana |

#### División selectora designada
16 personas participaron. Dividido en 4 bloques, se llevó a cabo un round robin (partido de liga ), y el ganador de cada bloque compitió por la victoria en una fórmula ganadora (partido de torneo).
Jueces Semifinales: Shuichi Nagaoka (principal), Kyuzo Mifune, Shotaro Tabata.
- Lanzamiento de un solo hombro de Akira Otani Ippon seoi nage - Shun Ogata.
- Kata guruma de Kanda Kyutarou - Yamamoto Masanobu.

Jueces finales Hajime Isogai (principal), Kunisaburo Iizuka (respaldo), Kaichiro Samura (respaldo).
- Lanzamiento de un solo hombro de Akira Otani - Kyutarou Kanda.

| Posición   | Competidor    | Edad | Título | Profesión                                                |
| ---------- | ------------- | ---- | ------ | -------------------------------------------------------- |
| Campeón    | Akira Otani   | 29   | Kyoshi | Profesor de judo del Departamento de Policía de Sakhalin |
| Subcampeón | Kyutaro Kanda | 38   | Kyoshi | Instructor de Judo de la Agencia Kanto                   |

### Selección especial de combate libre
- Tamio Kurihara　-　Ichizo Kudo
- Kyuzo Mifune　-　Shotaro Tabata
- Kunisaburo Iizuka　-　Kaichiro Samura
- Hajime Isogai　-　Shuichi Nagaoka

#### Práctica colgante
| Nombre del participante | Edad | Título      | Profesión                                                            |
| ----------------------- | ---- | ----------- | -------------------------------------------------------------------- |
| Yoshimaro Handa         | 52   | Kyoshi      | Kodokan No-Dan, División Junior, Instructora de la División Femenina |
| Toshio Suzuki           | 24   | segundo dan | Estudiante de segundo año, Facultad de Derecho, Universidad de Chuo  |
| Akimoto Deji            | 17   | 1er Dan     | Quinto grado de la escuela secundaria de la Universidad de Nihon     |
| Bunshiro Kawamura       | 14   | 1er Kyu     | Escuela primaria superior de Aoyama 1er grado                        |
| Keisuke Motegui         | 9    | 5.º Kyu     |                                                                      |

## Celebración del Torneo de Artes Marciales Tenran de 1940
Del 18 al 20 de junio de 1940, se llevó a cabo en Jineikan en el Palacio Imperial para celebrar la entronización del Emperador Jinmu 2600. El tiro con arco también se llevó a cabo en este torneo.

## Kendo

### Demostración de Kata
Kata de kendo japonés imperial
Sasaburo Takano, Maestro de Uchidachi.
Nakayama Hiromichi, Shidachi.
Hidenobu Hasegawa Iai
Hiromichi Nakayama

#### División Prefectural Selector
Participaron 52 representantes de cada prefectura y del exterior. Se dividían en 16 bloques y se jugaba un round robin (partido de liga ), y el ganador de cada bloque competía por la victoria en fórmula ganadora (partido de torneo ). Recibí el Tenran de las semifinales.
- semifinales
  - Teruo Kayaba (Miyagi) Meme - Shingo Yoshioka (Ehime)
  - Masafusa Mochizuki (Tokio) Meme - Yoshiaki Takeshita (Kagoshima)

- Árbitros finales: Seiji Mochida (frente), Goro Saimura (atrás)
  - Masafusa Mochizuki (Tokio) Tsuko - Teruo Kayaba (Miyagi)

| Posición   | Prefectura           | Competidor         | Edad | Título     | Profesión                                     |
| ---------- | -------------------- | ------------------ | ---- | ---------- | --------------------------------------------- |
| Campeón    | Prefectura de Tokio  | Mochizuki Masafusa | 28   | cuarto Dan | Empleado de kodansha                          |
| Subcampeón | Prefectura de Miyagi | Teruo Kayaba       | 31   | 5.º Dan    | Oficial de policía de la prefectura de Miyagi |

#### División Selectora Designada
Con base en la selección de los miembros designados del comité de selección (Sasaburo Takano, Hiromichi Nakayama, Yasohachi Shimatani, Kinnosuke Ogawa, Moriji Mochida, Goro Saimura y Heitaro Ueda), participarán 32 atletas designados por el Ministerio de la Casa Imperial Se dividían en 8 bloques y se jugaba un round robin (partido de liga), y el ganador de cada bloque competía por la victoria en una fórmula ganadora (partido de torneo ).
- semifinales
  - Shinsuke Masuda - Koshiro Omori
  - Kanenotsu Tsuzaki - Tosei Ono

- Árbitros finales : Shigeyoshi Takano (frente), Kinnosuke Ogawa (atrás)
  - Masuda Shinsuke - Tsuzaki Kaneno

| Posición   | Competidor       | Edad | Título | Profesión |
| ---------- | ---------------- | ---- | ------ | --- |
| Campeón    | Shinsuke Masuda  | 40   | Kyoshi | Kodansha Shihan |
| Subcampeón | Kanetaka Tsuzaki | 45   | Kyoshi | Profesor en la universidad de artes marciales, Instructor del distrito de Kioto del Ministerio de la Casa Imperial |

#### Partida Especial
El partido especial se consideró un partido modelo y no hubo ganador ni perdedor.
Bayoneta
Participaron dos militares seleccionados del Ejército.
- Shunji Hikichi (Instructor de Bayoneta, Teniente Coronel de Infantería del Ejército) -　Kiyoshi Morinaga (Instructor de Bayoneta, Mayor de Infantería del Ejército)

Kendo vs Pelea de bayoneta
Miyazaki Mosaburo (maestro de kendo) -　Seiji Ito (maestro de bayoken, mayor general del ejército de reserva)
Kendo
8 hanshi participaron.
- Cannabis Yuji　-　Sutejiro Hotta
- Heitaro Ueda　-　Sakae Watanabe
- Seiji Mochida　-　Sousuke Nakano
- Kinnosuke Ogawa　-　Goro Saimura

#### Partido Filántropo
Una persona que había invertido su propio dinero en una zona rural durante muchos años para promover el kendo organizó un partido. Hiromichi Nakayama y Seiji Ito ejercieron de árbitros, pero no pudieron decidir el ganador.
| Prefectura          | Competidor         | Edad | Título | Profesión                                       |
| ------------------- | ------------------ | ---- | ------ | ----------------------------------------------- |
| Prefectura de Ehime | Shinji Fujita      | 65   | Kyoshi | Agricultura, ejecutivo de empresa               |
| Prefectura de Gunma | Honma Chiyokichi   | 53   | Kyoshi | Agricultura, Miembro de la Cámara de los Nobles |
| Saitama             | Seiichi Shigeta    | 48   | Kyoshi | Procesamiento y venta de té.                    |
| Prefectura de Ehime | Yoshisada Yamanaka | 44   | Kyoshi | Agricultura, ejecutivo de empresa               |

## Judo

#### Demostración de Kata de Judo
- forma antigua

Hanshi Shuichi Nagaoka
Hanshi Hajime Isogai

#### División Prefectural Selector
Participaron representantes de cada prefectura y del exterior. Se dividían en 16 bloques y se jugaba un round robin (partido de liga ), y el ganador de cada bloque competía por la victoria en fórmula ganadora (partido de torneo ).
- Semifinales
  - Isamu Fujiwara (Tokio)　Salto　-　Takeo Kubo (Fukuoka)
  - Anichi Matsumoto (Kioto) gana por predominio - Masayuki Abe (Karafuto)

- Final
  - Isamu Fujiwara (Tokio) gana -　Anichi Matsumoto (Kioto)

| Posición     | Prefectura          | Competidor     | Edad | Título          | Profesión                                                                              |
| ------------ | ------------------- | -------------- | ---- | --------------- | -------------------------------------------------------------------------------------- |
| Primer lugar | Prefectura de Tokio | Isamu Fujiwara | 30   | Renshi, 5.º Dan | Profesor Asistente, Estación de Policía Tsukiji, Departamento de Policía Metropolitana |
| Subcampeón   | Kioto               | Yasu Matsumoto | 23   | cuarto Dan      | Estudiante universitario de artes marciales                                            |

#### División selectora designada
Treinta y dos jugadores designados compitieron por el campeonato desde el principio en una fórmula ganadora (partido de torneo).
- Semifinales

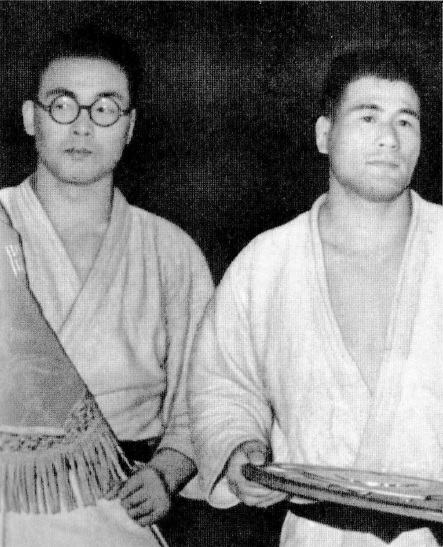
Ishikawa y Kimura

  - Takahiko Ishikawa gana Ryokichi Hirata
  - Kimura Masahiko Osotogari Hirose Iwao

- Final
  - Seoi nage de Masahiko Kimura　-　Takahiko Ishikawa

| Posición   | Competidor        | Edad | Título  | Profesión                                 |
| ---------- | ----------------- | ---- | ------- | ----------------------------------------- |
| Ganar      | Masahiko Kimura   | 24   | 5.º Dan | Estudiante de la Universidad de Takushoku |
| Subcampeón | Takahiko Ishikawa | 24   | 5.º Dan | Docente en Kokushikan College             |

## Kyudo
El club de tiro con arco se llamó una demostración en lugar de un partido. Cada demostración constaba de 1 disparo (2 disparos) y fue puntuada por 12 jueces (2400 de 2400 puntos). Participaron 52 personas en la Sección Prefectural Seleccionada, 3 puntajes altos de la 4.ª Demostración, y 32 en la Sección Seleccionada Designada, y 3 puntajes altos de la 3.ª Demostración avanzaron al 3er Lugar Participaron en la demostración de Tenran en el primer día.
Los jueces son Shigeyasu Sasu, Tanji Chiba, Zensuke Miwa, Hikotaro Sakai, Gijiro Hotta, Sakae Urakami, Ryo Ozawa, Takejiro Konishi, Sanemitsu Hirose, Tsubasa Oshima, Shogo Watanabe y Giichi Ouchi.
Antes de la demostración, se realizó Chiba hanshi Yawatari, y antes y después de cada demostración, los jueces (Miwa, Sakai, Hotta, Urakami, Hirose, Oshima, Watanabe y Ouchi hanshi) realizaron reverencias. Además, se llevó a cabo una demostración de Noriyuki Matsui (prefectura de Kumamoto) como demostración filántropa de tiro con arco.
La demostración de Tenran en el tercer día del torneo es la siguiente.

#### DIsparo ceremonial
Experto en tiro frontal, Sugikazu Suzuki.
Experto en tiro trasero, Taneji Chiba.

#### División prefectural selector
| Posición | Dando en blanco  | Puntaje | Prefectura              | Participante                 | Edad | Título     | Profesión                                                  |
| -------- | ---------------- | ------- | ----------------------- | ---------------------------- | ---- | ---------- | ---------------------------------------------------------- |
| 1        | Todos aciertan   | 1,257   | Prefectura de Nagano    | Akira Makita                 | 49   | cuarto Dan | Director, Escuela Primaria Asahimachi, Ciudad de Matsumoto |
| 2        | Todos aciertan   | 1,218   | Saitama                 | Yoshito Nakajima             |      | cuarto Dan | Dentista                                                   |
| 3        | Uno en el centro | 1,116   | Prefectura de Kagoshima | Maestro del templo Kaohsiung |      | cuarto Dan | Conductor de la oficina ferroviaria de Moji                |

#### División selectora designada
| Posición | Dando en el blanco | Puntaje | Competidor          | Edad | Título | Profesión                                                         |
| -------- | ------------------ | ------- | ------------------- | ---- | ------ | ----------------------------------------------------------------- |
| 1        | Todos aciertan     | 1,241   | Isuke Poli          | 53   | Kyoshi | Profesor de tiro con arco de la rama Dai Nippon Butokukai Fukuoka |
| 2        | Todos aciertan     | 1,186   | Takashi Tanegashima | 33   | Kyoshi | Dai Nippon Butokukai Rama de Kagoshima Profesor de Kyudo          |
| 3        | Nada               | 509     | Yoshiri Iino        | 62   | Kyoshi | Japón Shotokukai Vicepresidente                                   |

#### Demostración selecta
- Experto Masayoshi Kaminae.
- Experto Shin Mori.
- Experto Shichizo Ishihara.